# Parco nazionale di Wasur
Il parco nazionale di Wasur è un'area protetta della Nuova Guinea situata nella punta sud-orientale della provincia indonesiana di Papua meridionale, sul confine con la Papua Nuova Guinea. Trattandosi di una zona umida di notevole importanza, è tutelata ai termini della Convenzione di Ramsar.

## Geografia
Per diversi mesi all'anno Wasur è coperto dall'acqua: il naturale processo di prosciugamento delle acque è rallentato per via del suolo piatto e basso, al punto che nella stagione delle piogge le inondazioni sono all'ordine del giorno.
Il principale corso d'acqua transitabile è il fiume Maro, che delimita il confine settentrionale del parco e di cui la gente si serve per raggiungere gli insediamenti a nord di Merauke. Di recente, il giacinto d'acqua (Pontederia crassipes), un fiore acquatico color porpora, originario dell'America meridionale con un intricato e gigantesco viluppo di radici, ha inevitabilmente sbarrato il fiume.
Nel centro di Wasur si trova la palude di Rawa Biru (letteralmente, «palude azzurra»), una sorgente d'acqua dolce che rifornisce la città di Merauke. Al bisogno di tutelare questo bacino si deve la creazione del parco. La visita tradizionale a Wasur comprende un percorso lungo il litorale e una puntata nell'entroterra fino alla palude, dove è possibile infilarsi tra i canneti di Rawa Biru con una barca presa a noleggio.

## Flora e fauna

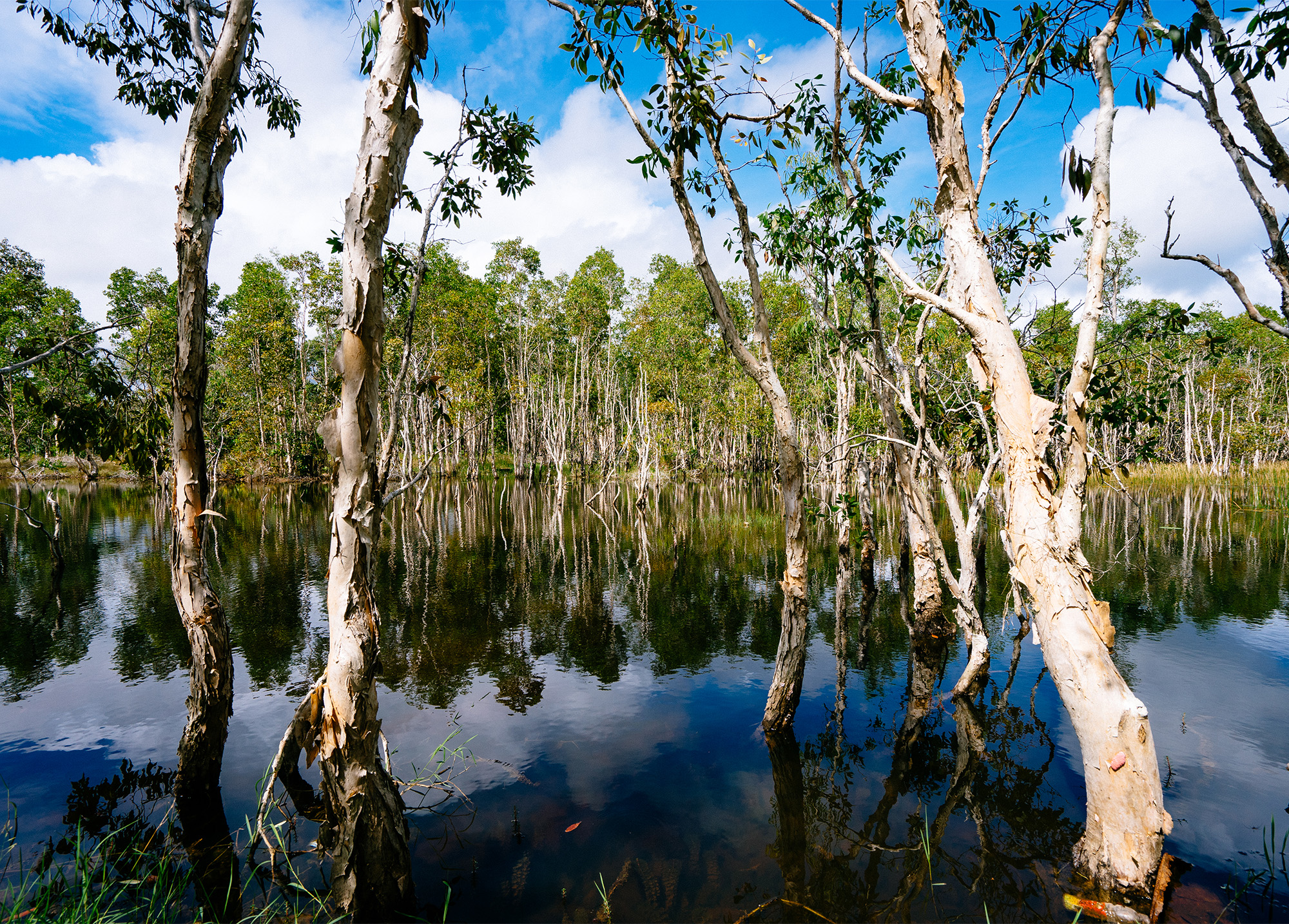
Alberi di Melaleuca.

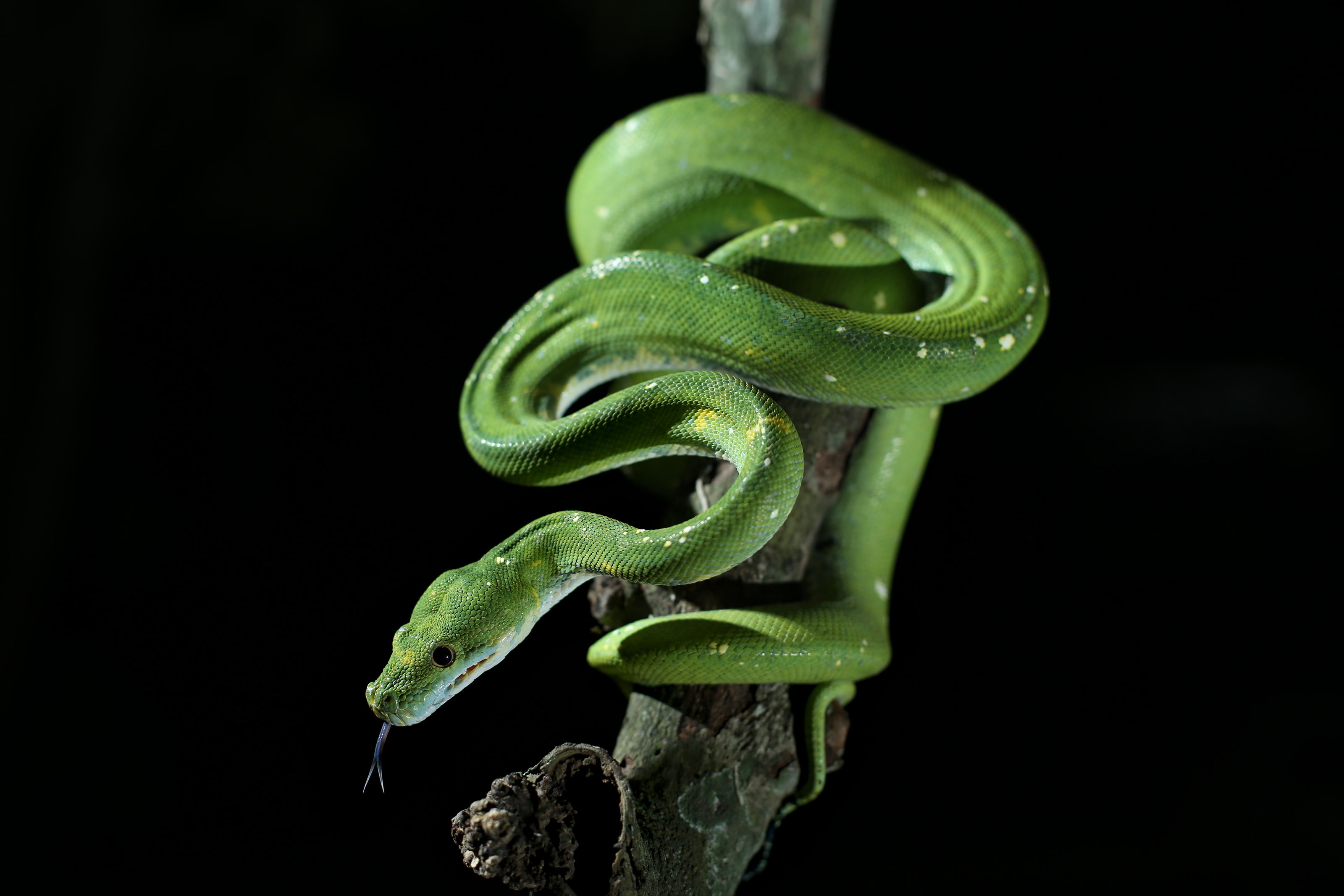
Morelia viridis nel parco.

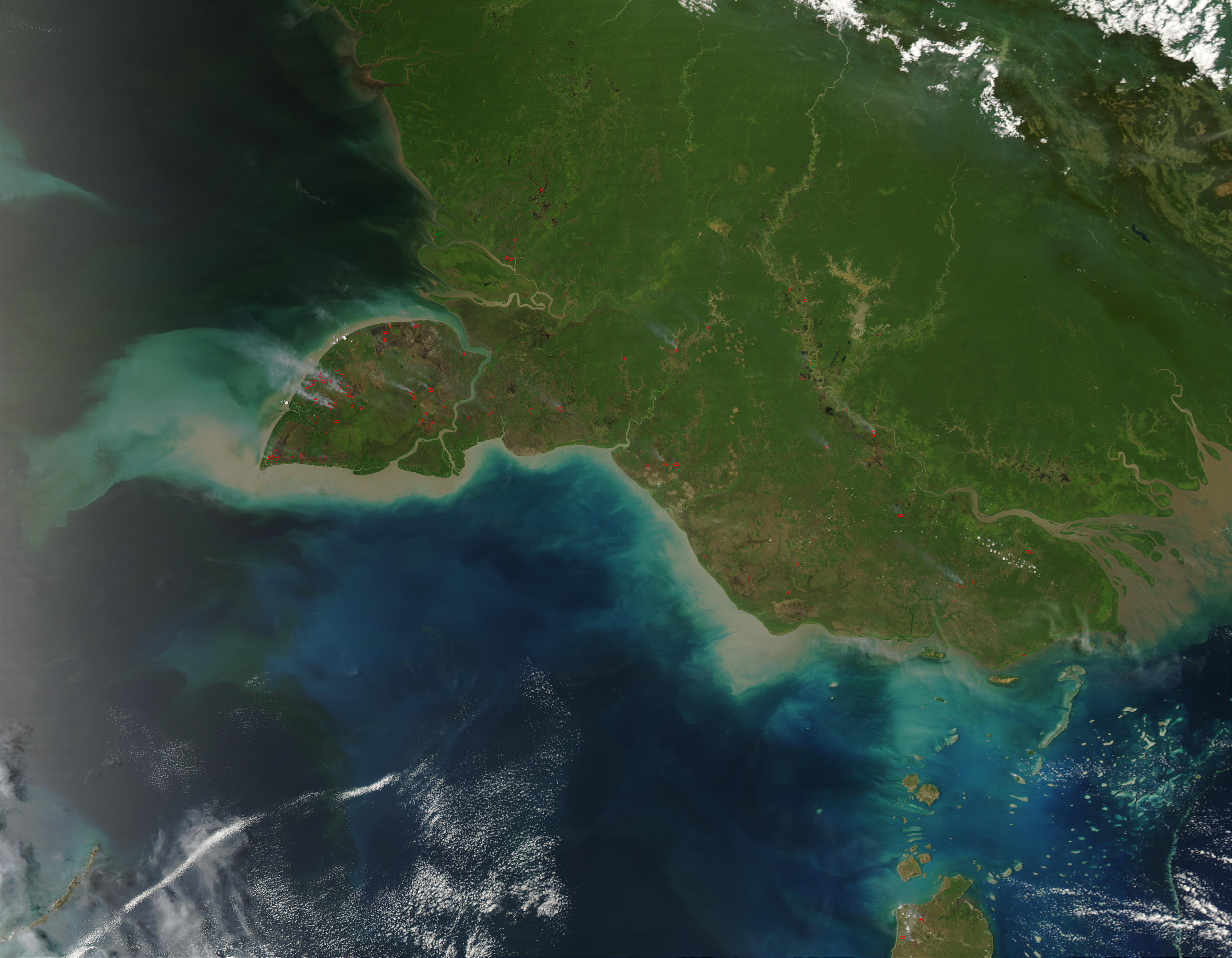
Immagine satellitare della Nuova Guinea (2002). Wasur si trova tra i fiumi Merauke e Fly. In rosso sono indicati gli incendi boschivi.

Il tipo di vegetazione principale è costituito da mangrovieti e foreste costiere, dalla foresta monsonica mista, con radure erbose e da enormi praterie punteggiate da paludi e canneti. Tipica è la foresta di Melaleuca leucadendra, dalla corteccia chiara resistente agli incendi. Una caratteristica che balza all'occhio sono gli enormi termitai, alti fino a 3 m.
La caratteristica faunistica principale di Wasur è la ricchissima avifauna: tra le 400 specie circa di uccelli censite nel parco si annoverano molti uccelli acquatici migratori provenienti dall'Australia. Tra le specie degne di nota ricordiamo l'airone collobianco (Ardea pacifica), l'otarda australiana (Ardeotis australis), la gru brolga (Antigone rubicunda), grigia con il ciuffo rosso, il pellicano australiano (Pelecanus conspicillatus), l'oca gazza (Anseranas semipalmata), il nero cacatua delle palme (Probosciger aterrimus), il variopinto lorichetto arcobaleno (Trichoglossus haematodus) e le pavoncelle (Vanellus spp.). Nelle zone più fitte della foresta si trovano la paradisea maggiore (Paradisaea apoda) e la paradisea reale (Cicinnurus regius), tre specie di kookaburra (Dacelo spp.) e l'imponente casuario dall'elmo (Casuarius casuarius).
Degli 80 mammiferi presenti nel parco i più diffusi sono il wallaby delle sabbie (Notamacropus agilis), di cui si avvistano numerosi branchi nelle radure, intenti a brucare l'erba come i cugini australiani. La savana brulica di esemplari importati di cervo di Giava (Rusa timorensis) e cinghiali (Sus scrofa). Più difficili da vedere sono i marsupiali più piccoli, come i bandicoot (Peramelidae), gli opossum striati grandi (Dactylopsila trivirgata), color nero e crema, i cuschi (Phalangeridae) e i petauri dello zucchero (Petaurus breviceps), che sfruttano speciali membrane per veleggiare tra gli alberi in cerca di linfa dolce.

## Popolazione
Wasur è la patria ancestrale dei marind e dei kanum, che hanno conservato uno stile di vita tradizionale. L'ingrediente principale della loro dieta è il sago, ottenuto dalla palma da sago (Metroxylon sagu), che ben si adatta all'ambiente acquitrinoso del parco. Quando raggiungono i 20 anni di età, queste piante vengono abbattute e la corteccia carnosa trasformata in farina, offrendo a una famiglia di che nutrirsi per diversi mesi. In alcune località le nervature delle foglie vengono utilizzate per realizzare pannelli che fungono da pareti per le abitazioni, mentre per i tetti si usa la corteccia morbida e impermeabile dei Melaleuca (ma altrettanto diffuse sono oggi le lamiere ondulate), che si stacca in caso di incendio per poi ricrescere spontaneamente.
Gli abitanti del posto coltivano tapioca e patate dolci negli orti vicino a casa e integrano la loro dieta proteica con pesci di fiume, maiali e polli, uccelli, cervi o altra cacciagione. In mancanza di pietre, si utilizzano per la cucina parti indurite di termitai abbandonati. Questo perché secondo le abitudini della popolazione papua la carne e gli ortaggi vengono cotti assieme ai sassi, e quindi riposti in buche rivestite di foglie e chiuse con un coperchio, dove rimangono a cuocere per diverse ore.

## Conservazione
A minacciare l'integrità dell'ecosistema del parco sono le importazioni non regolate dei cervi, i prelievi di sabbia per la creazione di strade e la conversione di alcune aree in zone agricole e sfruttate per l'allevamento di bestiame. Sul finire degli anni '80 il WWF ha istituito un programma a lungo termine per la salvaguardia e lo sviluppo del parco, coinvolgendo la popolazione locale, gli enti governativi e le organizzazioni non governative. In particolare, a costoro è affidato il controllo dello sfruttamento illegale delle risorse del parco, senza con ciò compromettere la possibilità di assicurare condizioni di vita dignitose alla popolazione. Nell'ambito di questo programma sono state create in diversi villaggi strutture turistiche gestite dalle amministrazioni locali e sono stati messi a disposizione cavalli da noleggiare ai visitatori.